# Битка при Фолкърк
Битката при Фолкърк се състои на 22 юли 1298 г. като част от войните за независимост на Шотландия в близост до град Фолкърк и приключва с победа за Англия срещу шотландците.

## Предистория
След победата над англичаните в битката на моста Стърлинг Уилям Уолъс вече си е осигурил контрола над Шотландия. Английският крал Едуард I е зает с работа на Континентална Европа и едва шест месеца след претърпяната загуба заминава за Шотландия.

## Битката
Едуард и армията му принуждават Уолъс и шотландците за една решителна битка при Фолкърк. Уолъс разполага хората си на по-високи местности, точно пред един поток (Westquarter Burn) и малка гора. Центърът на района на бойните сражения е тресавище. Той разполага хората си в четири шилтрона, сред които има стрелци и леко въоръжена пехота. Създадената от шотландски благородници кавалерия е запазена в резерва.
Армията на Едуард пристъпва през бойното поле на колони като в самото начало са разположени три кавалерийски групи. Централните му войскови части бързо се връщат назад, защото попадат в мочурливата почва. Отървават се от неудобното положение с рязка смяна на посоката наляво. Други войски заобикалят възвишенията отдясно, за да могат да нападнат шотландците по левия им фланг. Шилтроните успяват да спрат атаката, но кавалерията поваля множество вражески стрелци и войници от пехотата. Точно в този момент шотландските благородници напускат бойното поле.
Неспособен да си проправи път през шилтроните с дългите им няколко метра копия, Едуард изпраща стрелците си и ирландската пехота. Различни исторически извори сочат, че уелските стрелци отказали заповедта да стрелят. Въпреки това английските и ирландските войници причиняват достатъчно щети на шотландците, за да създадат голямо объркване в редиците им. Английската кавалерия използва този смут и окончателно разбива шилтроните. Шотландците побягват от бойното поле.

## Резултати
Уолъс оцелява в битката, а заради липсата на нови припаси Едуард не успява да го залови и така да прекрати окончателно въстанието. Той трябва да се завърне в Англия и да възстанови силите на държавата. Въстанието на Уилям след поражението при Фолкърк е погасено. Борбата за шотландска независимост поема Робърт Брус.
По време на битката шотландската кавалерия напуска бойното поле. Плънът на Уолъс предвижда тя да проведе една самоубийствена атака срещу английските войски. До момента, в който кавалерията напуска хълмовете, изходът на битката е вече предвидим: шотландците ще загубят, но преди това ще нанесат тежки загуби на англичаните. Ако кавалерията се е била включила в битката, жертвите сред англичаните щяха да са значително повече, но изходът нямаше да се промени. Кавалерията запазва своята лоялност към Шотландия при победоносната битка при Банокбърн през 1314 година.

## В Холивуд
В американската продукция „Смело сърце“ (1995 г.) на Мел Гибсън Робърт Брус е представен като рицар от страната на Едуард I. Двамата с Уолъс водят двубой, в който шотландецът побеждава, но Брус му помага да се измъкне от англичаните. Във всички случаи сцената трябва да се разбира по-скоро символично. Филмът съдържа и други малки неточности и някои големи грешки като преминаването на ирландските войски към страната на шотландците.